# Çoruh
Der Çoruh (türkisch) oder Tschorochi (georgisch ჭოროხი) ist ein 376 km langer Fluss, der am Mescit Dağı (3225 m) in der Provinz Erzurum in der nordöstlichen Türkei entspringt.
Der Fluss  fließt westwärts nach İspir und Bayburt. Danach macht er einen Bogen nach Osten und verläuft durch die Provinz Artvin nach Georgien, wo er südlich von Batumi in das Schwarze Meer mündet. Ein wichtiger Nebenfluss ist der Berta Çayı, der bei Artvin in den Çoruh mündet.

## Geschichte
Miroj Salvini lokalisiert das eisenzeitliche Königreich Diaueḫe im oberen Çoruh-Tal, dafür gibt es aber keine archäologischen Belege.
Der antike Name des Çoruh ist Acampsis. Nach Diakonov und Kaškai entspricht der Çoruh dem antiken Τάοχοι/Τάοι. Prokopios von Caesarea kennt den Çoruh als Boas. Er verwechselt ihn jedoch im Bereich der Mündung mit dem Phasis, der 70 km weiter nördlich liegt. Er berichtet weiter, dass der Çoruh ab Artvin schiffbar ist (wasserreicher Nebenfluss Merehevi Suyu (heutiger Name: Berta Çayı)).

## Flora und Fauna
Im Flusstal wachsen viele seltene Pflanzen und leben seltene  Vögel. Es soll zu einem Naturschutzgebiet ernannt werden.

## Staudämme
Das Tal ist durch Pläne zum Bau von Staudämmen bedroht:
| Damm               | Phase      |
| ------------------ | ---------- |
| Muratlı-Talsperre  | in Betrieb |
| Borçka-Talsperre   | in Betrieb |
| Deriner-Talsperre  | in Betrieb |
| Artvin-Talsperre   | im Bau     |
| Yusufeli-Talsperre | im Bau     |
| Arkun-Talsperre    | im Bau     |
| Aksu-Talsperre     | im Bau     |
| Güllübağ-Talsperre | in Betrieb |
| İspir-Talsperre    | geplant    |
| Laleli-Talsperre   | im Bau     |